# Chan Chan Airport
Chan Chan Airport är en flygplats i Chile.   Den ligger i provinsen Provincia de Valdivia och regionen Región de Los Ríos, i den södra delen av landet, 700 km söder om huvudstaden Santiago de Chile. Chan Chan Airport ligger 138 meter över havet.
Terrängen runt Chan Chan Airport är bergig åt sydväst, men åt nordost är den kuperad. Chan Chan Airport ligger nere i en dal. Runt Chan Chan Airport är det glesbefolkat, med 11 invånare per kvadratkilometer..
I omgivningarna runt Chan Chan Airport växer i huvudsak blandskog.